# آورو والکان
آورو والکان (به انگلیسی: Avro Vulcan) (نام رسمی از ژوئیهٔ ۱۹۶۳: هاوکر سیدلی والکان (به انگلیسی: Hawker Siddeley Vulcan)) یک بمب‌افکن استراتژیک بال‌دلتای جت بود که از سال ۱۹۵۶ تا ۱۹۸۴ در خدمت نیروی هوایی پادشاهی بریتانیا بود. کارخانهٔ طراح این هواپیما آورو بود. از میان سه بمب‌افکن سری وی تولید شده، والکان از نظر فنی پیشرفته‌ترین و به همین دلیل نیز پرریسک‌ترین هواپیما بود. چندین هواپیمای آزمایشی با نام آورو ۷۰۷ برای آزمایش و بهبود اصول طراحی بال دلتا تولید شد.
والکان بی.۱ برای نخستین بار در سال ۱۹۵۶ به نیروی هوایی پادشاهی بریتانیا تحویل داده شد. تحویل والکان بی.۲ در سال ۱۹۶۰ آغاز شد. بی.۲ دارای موتورهای نیرومندتر، بال بزرگتر، سیستم الکتریکی و پادکار الکترونیکی بهتر بود. تعداد بسیاری از آن‌ها برای نصب موشک بلو استیل سازگار شدند. به عنوان یکی از بمب‌افکن‌های سری وی والکان ستون فقرات نیروی بازدارندهٔ هسته‌ای هوابرد بریتانیا در خلال جنگ سرد بود. گرچه والکان برای حمل جنگ‌افزار هسته‌ای ساخته شده بود، ولی توانایی انجام ماموریت‌های بمباران غیرهسته‌ای را نیز داشت و این توانایی را در عملیات بلک باک در خلال جنگ فالکلند میان بریتانیا و آرژانتین در سال ۱۹۸۲ به کار گرفت که طی آن فاصله ای بیش از ۶۵۰۰ کیلومتر را پیمود.
والکان فاقد جنگ افزار دفاعی بود زیرا سرعت بالا و پرواز در ارتفاع بالای آن قرار بود از هر گونه رهگیری جلوگیری کند. پادکار الکترونیکی به وسیلهٔ بی.۱ و بی.۲ از حدود سال ۱۹۶۰ به کار گرفته شد. در میانهٔ دههٔ ۱۹۷۰ نه فروند والکان برای انجام عملیات شناسایی راداری دریایی سازگار شدند که این ۹ فروند ورژن بی.۲ نام گرفتند. در اواخر سال‌های خدمت ۶ فروند ولکان برای سوخت‌رسانی هوایی به تانکر کی.۲ تبدیل شدند.
از زمان بازنشستگی والکان یک نمونه از آن، ورژن بی.۲ با سریال XH558 که "روح بریتانیای کبیر" نام گرفت برای نمایش‌های هوایی فعال نگه‌داشته می‌شود و دو فروند بی.۲ دیگر با سریال‌های XL426 و XM655 در وضعیت قابل‌تاکسی برای حرکت روی زمین و انجام نمایش در فرودگاه جنوبی لندن و پس از آن فرودگاه فرودگاه ولزبورن ماونتفورد نگه‌داشته می‌شوند.

## ساخت

### پیشینه
پیشینهٔ والکان و دیگر بمب‌افکن‌های سری وی با نخستین برنامه‌های جنگ‌افزار اتمی بریتانیا و سیاست‌های بازدارندهٔ هسته‌ای این کشور پیوند دارد. برنامهٔ بمب اتمی بریتانیا با نیاز عملیاتی ستاد هوایی با شمارهٔ اوآر.۱۰۰۱ مورخ ۱۹۴۶ آغاز شد. این پیش‌زمینه‌ای بود برای تصمیم دولت در ژانویهٔ ۱۹۴۷ تا دستور انجام کار پژوهش و ساخت جنگ‌افزار اتمی را صادر کند. قانون ۱۹۴۶ انرژی اتمی ایالات متحدهٔ آمریکا (معروف به خانوادهٔ مک‌ماهون) صدور دانش اتمی را حتی به کشورهایی که در پروژهٔ منهتن همکاری داشتند ممنوع کرده بود. اعلام نیاز شمارهٔ اوآر.۱۰۰۱ جنگ‌افزاری را درخواست کرده بود که بیشینهٔ طول آن ۷٫۳۷ متر، بیشینهٔ شعاع آن ۱٫۵ متر و بیشینهٔ وزن آن ۴۵۰۰ کیلوگرم باشد و برای پرتاب از ارتفاع ۶۱۰۰ متری تا ۱۵۰۰۰ متری مناسب باشد.
در ژانویهٔ ۱۹۴۷ وزارت تجهیزات بریتانیا مشخصهٔ شمارهٔ بی.۴۶/۳۵ را به شرکت‌های هوانوردی بریتانیا اعلام نمود تا نیاز عملیاتی اوآر.۲۲۹ ستاد هوایی برای یک بمب‌افکن میانبرد با توانایی حمل یک بمب ۴۵۰۰ کیلوگرمی برای پرتاب بر روی هدفی که ۲۸۰۰ کیلومتر از پایگاه فاصله دارد برآورده کند. از دیگر ویژگی‌های مورد نیاز این بمب‌افکن سرعت کروز ۹۳۰ کیلومتر در ساعت در ارتفاع ۱۱۰۰۰ متری تا ۱۵۰۰۰ متری بود. حداکثر وزن آن پس از بارگیری کامل نباید بیش از ۴۵۰۰۰ کیلوگرم می‌بود. علاوه بر حمل بمب اتمی این هواپیما می‌بایست توانایی حمل ۹۱۰۰ کیلوگرم بمب معمولی را داشته باشد. اعلام نیاز مشابه شمارهٔ اوآر.۲۳۰ خواستار یک بمب‌افکن بلندبرد با شعاع عملیاتی ۳۷۰۰ کیلومتر با بیشنهٔ وزن ۹۱۰۰۰ کیلوگرم پس از بارگیری کامل بود. پاسخ به این اعلام نیاز به نظر خیلی دشوار می‌آمد. ۶ شرکت می‌بایست بروشورهای فنی خود را در رابطه با این ویژگی‌ها تحویل دهند و آورو نیز یکی از این ۶ شرکت بود.

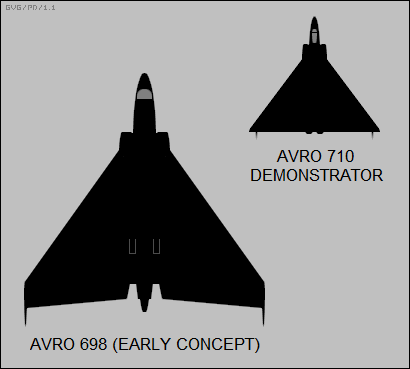
سایه نمای یک آورو ۶۹۸ اولیه و آورو ۷۱۰ کنسل شده.

در اواخر آوریل ۱۹۴۹ پس از دریافت مشخصه‌های بی.۴۶/۳۵ آورو با مدیریت فنی روی چادویک و طراح ارشد استورات دیویس آغاز به کار کرد. هواپیمای مورد نظر آورو ۶۹۸ نام گرفت. برای تیم طراح آشکار بود که یک هواپیمای معمولی نمی‌توانست این نیازها را برآورده سازد. با آگاهی از پروازها در سرعت بالا و به خاطر ناتوانی از گرفتن دانش مورد نظر از ایالات متحده آن‌ها آغاز به بررسی و پژوهش روی بال‌های پسگرا در هواپیماهای جنگ جهانی دوم آلمان نمودند. تیم مورد نظر تخمین زد که یک هواپیمای سنتی با بال پسگرای ۴۵ درجه وزن هواپیما را دو برابر می‌کند. با علم به این که بال‌های پسگرا پایداری طولی هواپیما را افزایش می‌دهند تیم طراح دم و بدنهٔ پشتیبان دم حذف نمود؛ در نتیجه طرح تبدیل به یک بال‌دیس پسگرا با یک بدنهٔ کوچک در جلو و یک پایدارساز عمودی بر سر هر کدام از بال‌ها گردید. وزن تخمین‌زده‌شده اکنون فقط ۵۰٪ بیشتر از بیشینهٔ وزن اعلام نیاز بود. با کاهش پهنای بال و حفظ مساحت بال و با پر کردن فضای میان دو نوک بال بال دلتا پدید آمد که در نتیجه مشخصه‌های مورد نیاز را پوشش می‌داد. گرچه دکتر الکساندر لیپیش به‌طور کلی به عنوان پیشگام در بال دلتا شناخته می‌شد، ولی تیم چادویک روند طراحی منطقی خود را طی نمود. طراحی نخستین دارای چهار موتور بزرگ توربوجت بود که جفت‌جفت در درون بال جاسازی شده بود. بیرون موتور دو محفظه بمب بود.
در اوت ۱۹۴۷ روی چادویک در سانحهٔ پیش‌نمونهٔ دوم آورو تودر کشته شد و سر ویلیام فرن جایگزین او گردید. کاهش کلفتی بال‌ها سبب شد تا محفظه‌های بمب و موتور نتواند درون بال‌ها جای بگیرند و در نتیجه بدنه کمی بزرگتر شد و موتورها پهلو به پهلو در کنار هر کدام از محفظه‌های بمب قرار داده شدند. شرکت رقیب هندلی پیج قرارداد تولید پیش نمونهٔ بال هلالی اچ پی۸۰۰ با مشخصهٔ بی.۴۶/۳۵ را در نوامبر ۱۹۴۷ دریافت کرد. سفارش ساخت دو پیش‌نمونهٔ آورو ۶۹۸ در ژانویهٔ ۱۹۴۸ دریافت شد. برای اقدام احتیاطی در صورت شکست این دو طرح انقلابی با شرکت برادران شورت قراردادی برای ساخت پیش نمونهٔ اس ای.۴ که دارای مشخصه‌های بی.۴۶/۱۴ بود امضا شد. پارامترهای این مشخصه دارای سختگیری کمتری نسبت به دو مشخصهٔ دیگر بود. در آوریل ۱۹۴۸ شرکت ویکرز نیز اجازهٔ پیشبرد طرح ۶۶۰ خود را یافت گرچه این طرح نتوانست به مشخصه‌های بی.۳۵/۴۶ دست یابد، ولی از آن جایی که سنتی‌تر بود، زودتر می‌توانست به نتیجه برسد. این هواپیما با نام ولیانت وارد خدمت شد.

### آورو ۷۰۷ و آورو ۷۱۰

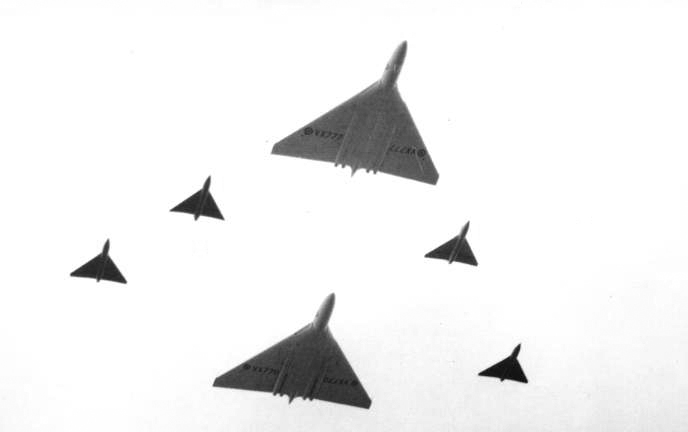
دو فروند پیش‌نمونهٔ والکان (VX777 جلو, VX770 عقب) با چهار فروند آورو ۷۰۷، سپتامبر ۱۹۵۳ در فارنبارو

چون شرکت آورو هیچ تجربهٔ پروازی با بال دلتا نداشت تصمیم به برنامه‌ریزی برای ساخت دو هواپیمای آزمایشی کوچکتر بر پایهٔ ۶۹۸ گرفت. مقیاس مدل ۷۰۷ یک سوم بود و برای سرعت پایین در نطر گرفته شده بود و مقیاس مدل ۷۱۰ یک دوم بود و برای سرعت بالا در نظر گرفته شده بود. دو فروند از هر کدام سفارش داده شد. پروژهٔ ۷۱۰ کنسل شد، زیرا ساخت آن بیش از اندازه زمان می‌برد و به جای آن یک ورژن سرعت بالای ۷۰۷ به نام ۷۰۷آ طراحی شد. نخستین ۷۰۷ با شماره سریال VX784 در سپتامبر ۱۹۴۹ پرواز کرد، ولی بعداً در همان ماه سرنگون شده و تست‌پایلوت آن اریک اسلر کشته شد. دومین ۷۰۷ سرعت پایین با شماره سریال VX790 با بخش دماغهٔ کامل‌نشدهٔ ۷۰۷ای ساخته شد که دارای صندلی‌پران بود و ۷۰۷بی نام گرفت. ۷۰۷بی در سپتامبر ۱۹۵۰ با خلبانی رولند فالک پرواز کرد. ۷۰۷ای سرعت بالا با شماره سریال WD480 در ژوئیه ۱۹۵۱ پرواز نمود.
با توجه به تاخیر برنامهٔ ۷۰۷ تأثیر ۷۰۷بی و ۷۰۷ای در طراحی نخستین ۶۹۸ قابل توجه نبوده‌است، گرچه برنامهٔ ۷۰۷ نشان داد که طرح نیاز به افزایش طول چرخ دماغه برای ایجاد زاویهٔ ۳٫۵ درجه با زمین و بهتر کردن وضعیت برخاست هواپیما دارد. ۷۰۷ای و ۷۰۷بی اعتبار طرح را ثابت کرده و پلنفرم دلتا را مطمئن نشان دادند. یک فروند ۷۰۷ای با شماره سریال WZ736 و یک فروند ۷۰۷سی دوسرنشینه با شماره سریال WZ744 نیز ساخته شد، ولی هیچ تأثیری در توسعهٔ ۶۹۸ نداشت.

### والکان بی.۱ و بی.۲

#### پیش نمونه‌ها
تاثیرگذارتر از ۷۰۷ها در طراحی ۶۹۸ آزمایش تونل باد به وسیلهٔ تأسیسات هوانوردی پادشاهی بریتانیا بود که در فرودگاه فارنبورو انجام شد. این آزمایش نشان داد بال نیاز به طراحی دوباره دارد تا ضریب تراکم‌پذیری همدما نیروی پساری که بیشینهٔ سرعت را محدود می‌کند کاهش دهد. پیش نمونهٔ ۶۹۸ با شماره سریال VX770، دارای رنگ سفید براق، برای نخستین بار در ۳۰ اوت ۱۹۵۲ به خلبانی روی فالک پرواز نمود. روی فالک در این پرواز سولو بود. پیش نمونهٔ ۶۹۸ سپس با صندلی‌پران خلبان اول و فرمان کنترل سنتی مجهز شد. موتور این پیش‌نمونه چهار دستگاه رولز-رویس آرای.۳ ایون بود. هیچ تانک سوختی برای بال در نظر گرفته نشد و تانک موقت سوخت و محفظهٔ بمب حمل می‌شد. این پیش‌نمونه به شماره سریال VX770 در سال ۱۹۵۲ در انجمن شرکت‌های هوافضای بریتانیا در فارنبورو به نمایش درآمد. پس از نمایش هوایی فارنبورو نام آیندهٔ آورو ۶۹۸ موضوع بحث قرار گرفت. آورو به افتخار ارتباط این شرکت با آورو کنادا روی نام "اتاوا" پافشاری می‌کرد. مجلهٔ هفتگی فلایت پس از رد شدن نام‌های اونجر، آپولو و آسگای نام آلبیون را پیشنهاد کرد. رئیس ستاد هوایی یک سری از بمب‌افکن‌های سری وی را ترجیح می‌داد و در پی آن شورای هوایی ماه بعد اعلام کرد که ۶۹۸ به نام خدای رومی آتش و ویرانی "ولکان" نامگذاری خواهد شد. در ژانویهٔ ۱۹۵۳ VX770 برای نصب تانک‌های سوخت زیر بال، موتورهای آرمسترانگ سیدلی ای‌اس‌اس‌ای.۶ سفایر و دیگر سیستم‌ها زمینگیر گردید و دوباره در ژوئیهٔ ۱۹۵۳ به پرواز درآمد.

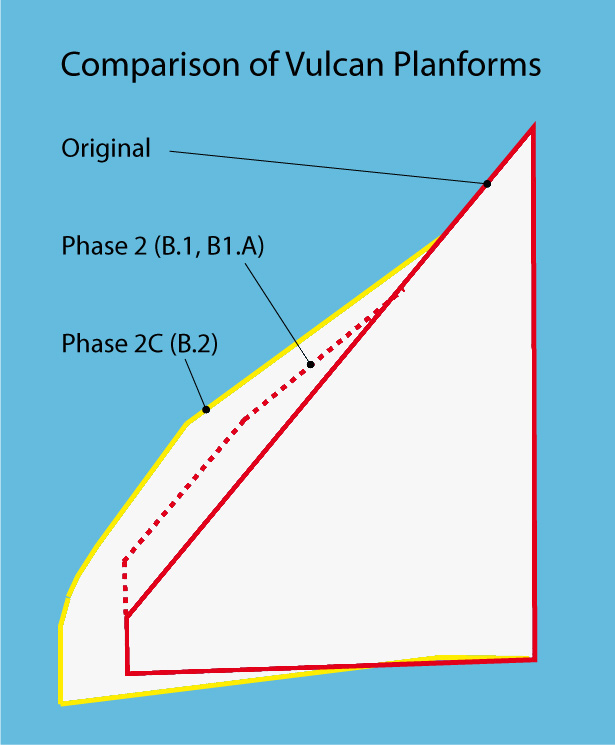
مقایسهٔ طراحی‌های بال والکان؛ خط قرمز: شکل اولیهٔ بال، نقطه چین قرمز: بال مرحلهٔ دوم که در ورژن بی.۱ و بی.۱ای به کار رفت. خط زرد: مرحلهٔ ۲سی که در ورژن بی.۲ به کار رفت.

پیش‌نمونهٔ دوم آن به سریال VX777 در سپتامبر ۱۹۵۳ به پرواز درآمد. در این پیش نمونه پایهٔ ارابهٔ فرود بلندتر شد و نشانگر دیداری هدفگیر بمب زیر کابین و موتورهای بریستول الیمپوس ۱۰۰ نصب گردید. به پیشنهاد فالک به جای فرمان کنترل یک جویستیک به سبک جنگنده نصب گردید. هر دو پیش‌نمونه بال‌های کاملاً دلتا با لبه‌های صاف داشتند. در خلال آزمایش ژوئیهٔ ۱۹۵۴، VX777 به هنگام یک فرود سنگین در فارنبارو آسیب جدی دید، ولی بعداً تعمیر گردیده و متورهای الیمپوس ۱۰۱ روی آن نصب گردید و آزمایش دیگری در اکتبر ۱۹۵۵ با این موتور روی آن انجام شد. به هنگام بررسی سرعت و ارتفاع بالا به هنگام نزدیک شدن به سرعت صوت کوبشی ملایم و چند مشکل دیگر پروازی از قبیل میل به شیرجهٔ کنترل‌نشدنی مشاهده گردید که قابل چشم‌پوشی نبود. راه حل آن تغییر شکل بال و خمیده کردن و گره‌دار کردن در نظر گرفته شد که این شکل بال بال مرحلهٔ دوم بود.
در این خلال نخستین تولید ورژن بی.۱ در سپتامبر ۱۹۵۵ فالک در نمایش هوایی فارنبورو دومین بی.۱ به شماره‌سریال XA890 را به پرواز درآورد و جمعیت حاضر را با اجرای یک غلت بشکه‌ای در عبور دوم خود از جلوی چادر رئیس انجمن شرکت‌های هوافضای بریتانیا شگفت زده کرد. او دو روز بعد به حضور مقامات هوانوردی کشوری فراخوانده شد و به او دستور داده شد تا از انجام چنین مانورهای خطرناکی خودداری کند. بال‌های مرحلهٔ دوم روی شماره سریال XA889 نصب شد و در مارس ۱۹۵۶ برای آزمایش گواهی اولیهٔ آمادگی پرواز به بنیاد آزمایش هواپیما و جنگ‌افزار تحویل داده شد و ماه بعد این گواهی را دریافت کرد.

#### توسعهٔ بیشتر
۱۵ فروند اول بی.۱ دارای موتور الیمپوس ۱۰۱ بود. تصمیم برای تولید ورژن بی.۲ والکان در مه ۱۹۵۶ گرفته شد. پیش‌بینی می‌شد که نخستین ورژن بی.۲ تقریباً ۴۵مین فروند از ۹۹ فروند سفارش داده شده باشد. علاوه بر توانایی پرواز در ارتفاع بالاتری از هدف‌ها گمان می‌رفت که این ورژن می‌تواند با تجهیزات سوختگیری در هوا انعطاف‌پذیری عملیاتی بیشتری داشته باشد. پیچیدگی فزایندهٔ دفاع هوایی شوروی سازندگان را بر آن داشت که والکان را مجهز به تجهیزات پادکار الکترونیکی کنند و آسیب پذیری آن را با تجهیز آن به موشک بازدارنده بلو استیل که در آن زمان در حال ساخت بود کاهش دهند. پیش‌نمونهٔ دوم والکان با شماره سریال VX777 با بال مرحلهٔ دوم پهن‌تر و نازکتر بازسازی شد و موتور الیمپوس ۱۰۲ برای آن در نظر گرفته شد. این پیش‌نمونه در اوت ۱۹۵۷ به پرواز درآمد. برنامه این بود که از شانزدهمین هواپیمای تولیدی به بعد همهٔ والکان‌ها مجهز به تجهیزات سوختگیری هوایی باشند.

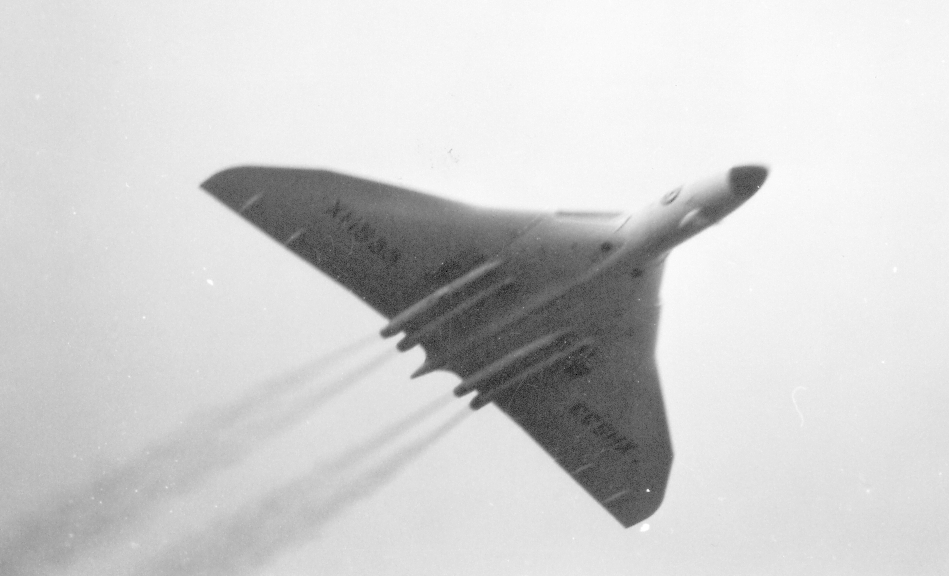
نخستین آورو والکان بی.۲ با شماره سریال XH533 در حال پرواز بر فراز فرودگاه فارنبورو.

چهل و ششمین هواپیمای تولیدی و نخستین بی.۲ با شماره سریال XH533 برای نخستین بار در سپتامبر ۱۹۵۸؛ یعنی شش ماه پیش از تحویل آخرین بی.۱ در ارس ۱۹۵۹، به پرواز درآمدند. موتور این بی.۲ الیمپوس ۲۰۰ بود. بازسازی بی.۱ها و بی.۲ها به بحث گذاشته شد، ولی به خاطر هزینه‌بری این پروژه رد گردید. با وجود این برای افزایش عمر خدمت بی.۱ بیست و هشت فروند از آن بین سال‌های ۱۹۵۹و ۱۹۶۳ طبق استاندارد بی.۱ای و افزودن ویژگی‌های بی.۲ مانند داشتن تجهیزات پادکار الکترونیکی، تجهیزات سوخت‌گیری هوایی و رادیویی یواچ اف بهینه‌سازی شد.بی.۲ی دوم با سریال XH534 در ژانویهٔ ۱۹۵۹ پرواز نمود. موتور این هواپیما الیمپوس ۲۰۱ بود و یک برآمدگی مخروطی شکل که محل تعبیهٔ پادکار الکترونیکی بود داشت. برخی از بی.۲ها در آغاز بدون تجهیزات سوختگیری در هوا و مخروط دم پادکار الکترونیکی بودند، ولی بعداً این تجهیزات به آن‌ها افزوده شد. برای تجهیز به موتورهای نیرومندتر از یازدهمین فروند ورژن بی.۲ به بعد هواگیرها دارای عمق بیشتری شدند. بسیاری از این هواپیماهای اولیه برای آزمایش نگه داشته شدند و تازه از دوازدهمین بی.۲ با شاره سریال XH558 به بعد بود که قرار بود در ژوئیهٔ ۱۹۶۰ به نیروی هوایی پادشاهی بریتانیا تحویل داده شود.